# Анорексија нервоза
Анорексија нервоза (лат. anorexia nervosa) психијатријска је дијагноза која описује поремећај у исхрани који карактерише ниска телесна маса и поремећај перцепције тела уз опсесиван страх од гојења. Особе које пате од анорексије телесну масу често контролишу вољним гладовањем, булимијом, повраћањем, прекомерним вежбањем, или контролишу масу другим мерама, као што су таблете за мршављење или диуретици. Првенствено се јавља код младих адолесцентних девојака у западном свету и има једну од највећих стопа морталитета међу психијатријским поремећајима, будући да отприлике 10% особа којима је дијагнозиран овај поремећај на крају умре од повезаних фактора. Анорексија нервоза је сложен поремећај, који укључује психолошке, неуробиолошке и социолошке компоненте.
Анорексичне особе никако не сматрају храну незанимљивим аспектом живота. Многе анорексичне особе причају о храни, размишљају о храни, и припремају је за друге. С друге стране, не осећају потребу да храну и конзумирају. Уношење хране је врста стресне ситуације за организам јер се ремети претходна хомеостаза, активира се варење, крв се редистрибује итд. Анорексичне особе су много мање толерантне на овакву врсту стреса.
Анорексија и булимија изазивају различите здравствене проблеме и због тога се различито и третирају. Третман анорексичних особа најчешће се односи на проблем смањеног метаболизма, брадикардију, хипотензију, хипотермију, анемију. Третман булимичних особа односи се на проблем иритације и инфламације езофагуса, недостатак витамина и електролита, дехидратацију и сл. Иако их лекари третирају као посебна стања са аспекта терапије, оба поремећаја започињу опсесијом о изгледу и величини сопствене телесне масе и покушајем да се она за кратко време смањи. Зато се могу сматрати варијантама истог поремећаја.
Да би се  боље разумео проблем синдрома Анорексије ,прво би требало да разјаснимо значај хране. Са  психолошког аспекта значење хране се може посматрати кроз три значајна домена личности:
1. Идентитет и потврда о себи (самопоимање,селф)
2. Домен социјалних интеракција,
3. Домен културног и религиозног идентитета.[5]

Идентитет је оно што јесмо били ми тога свесни или не а појам о себи (самосвест, селф) је свесни део идентитета. Појам о себи укључује знања о себи као јединственој јединки.Он је саставни део сваке интеракције личности и утиче на њене емоције,мишљење и понашање. Појам о себи утиче на све што чинимо од наизглед неважних ствари попут бирања хране за оброк или ужину, одеће,козметичког бренда, до животних одлука - одабир занимања,радног места,животног партнера,пријатеља,места становања.

## Домен социјалних интеракција
Обедовање је врло лична активност. Тако начин  да на који неко једе и храна коју бирамо за оброк много говори о нама. Зато што путем хране коју конзумирамо ми другима саопштавамо своја уверења,принципе,искуства,своје културно и социјално порекло.

## Домен културног и религиозног идентитета
Када говоримо о домену културолошког идентитета - прво представљамо друштвена очекивања према полу односно да је припрема хране посао жена. А  истовремено и улогом мајчинства зато што мајка треба да припрема и храни дете.
Затим појам културолошког идентитета је  такође и представљање хране  тј јела из националне кухиње на националним такмичењима. На крају имамо  и појам религијског идентитета , односно која врста хране се када једе  у периоду пред одређене празнике ( поста) или се никако не једу. У  Исламу и Јудаизму се свињско месо не једе јер  је у исламу свиња  симбол за Шејтана (Ђавола) а у Јудаизму симбол Сатане - (Сотона на Хебрејском и Арамејском тј. Ђаво) - владара зла.
Као узроци анорексије наводе се различити фактори - физиолошког ,културолошког и што је најчешће  психолошког карактера. Главни психолошки проблем код анорексичних особа је страх од дебљине је непрекидна потреба да се одржава " идеална" мала тежина. Уколико дође до губитка преко 25% телесне тежине непходна је хитна хоспитализација. Првенствено да се регулише здравствено стање пацијента а онда и да се прими на одељење психијатрије.  Да би жена просечне грађе preживела мора да козумира 2000 калорија дневно или 750.000  месечно односно 900.000 калорија годишње. Током старења од сјајних 20 - их година до средовечних 30 - их година у просеку добије "додатних" 15 - ак килограма вишка који се јаве у мањој или већој мери на шта утичу и бројни фактори  (генетика,трудноћа,сама анатомска конституција особе одређује где ће се "видети вишак" килограма).

### Други психолошки фактори
Од осталих психолошких фактора који се јављају код пацијенткиња се често спомиње непријатељски став према родитељима нарочито према мајци ( одбацивање хране и симболично представља одбацивање родитеља јер је једна од улога родитеља да храни своје дете) као и побуна против  превелике контроле и очекивања од стране родитеља,страх од губитка идентитета,ривалство са браћом и сестрама,страх од развоја сексуалности и сексуалне улоге уопште и слично.
Многи психоаналитичари порекло анорексије виде у најранијем периоду живота детета и у рани односима између мајке и детета.Уколико мајка није пружала довољно пажње  и љубави у том најранијем периоду могу настати бројни дефицити. Из перспективе развојне психологије  неодговарајући развој личног идентитета заправо значи да да ће таква особа стално тражити ослонац у храни или неком поремећеном виду исхране како би свом идентитету осигурао објектне функције (симболично представило везу себе и мајке путем прехране) које су потребне за одржавање везе са своји идентитетом. Најједноставније речено,одбијање хране је покушај особе да успостави свој у самосвесност тј да се психолошки одупре и одвоји од мајке.

### Третман Анорексије
Што се тиче успешности третмана анорексије он варира.Прегледом 68 студија које су се бавиле  проценом успешности третмана анорексије објавлјених пре 1989.године,са периодом праћења од 33 године , закључено је да се 43% пацијената употпуности опоравило након третмана ,36% је имало одређена побољшања, 20% је развило хроничан облик поремећаја у исхрани а 5%  је умрло од удружених последица анорексије (Steinhausen,2002).